# Лихорад, Вадим Александрович
Вадим Александрович Лихорад (род. 6 сентября 1993 года) — белорусский тяжелоатлет, бронзовый призёр чемпионата мира 2018 года, бронзовый призёр чемпионата Европы 2019 года.

## Карьера
Получил специальность «Физическое воспитание» в Гродненском государственном университете имени Янки Купалы.
На чемпионате Европы 2015 года в категории до 77 кг занял итоговое 5-е место с результатом 336 кг. (рывок — 155 кг, толчок — 181 кг).
На чемпионате Европы 2017 года в категории до 77 кг занял итоговое 6-е место с общим весом 342 кг. (рывок — 157 кг, толчок — 185 кг).
15 августа 2018 года получил звание мастера спорта международного класса Белоруссии.
В ноябре 2018 года принимал участие в чемпионате мира по тяжелой атлетике в Ашхабаде в весовой категории до 73 кг. В упражнении рывок взял вес 156 кг и в упражнении толчок — 187 кг, став в этих упражнениях соответственно вторым и пятым, и по сумме двоеборья 343 кг завоевал бронзовую медаль в общем зачёте.
В апреле 2019 года принимал участие в чемпионате Европы по тяжёлой атлетике в Батуми в весовой категории до 73 кг. В упражнении рывок взял вес 153 кг и в упражнении толчок — 182 кг, став в этих упражнениях соответственно вторым и четвёртым, и по сумме двоеборья 335 кг завоевал бронзовую медаль в общем зачёте.